# Herendi Manci
Herendi Manci, eredetileg Hermann Margit (Aszód, 1896. április 23. – Budapest, 1973. június 25.) színésznő, operettszubrett.

## Élete
Hermann József és Czier Auguszta (1864–1920) leányaként született. Gyermekkorát Aszódon töltötte. Szülei hosszas ellenkezés után íratták be Rákosi Szidi színiiskolájába. 1916-ban debütált a Népoperában. 1917-ben énekes és füttyös szkeccsek sztárjaként mint a Király Színház tagja szerepelt a Kristálypalotában és a Télikertben, majd 1918-ban Bálint Dezső a Royal Orfeumhoz szerződtette. Ekkoriban kapta a „füttyös primadonna" becenevet. Ezután Bécsben, Berlinben, Zürichben és Rómában szerepelt. Franz Schalk, a bécsi Operaház igazgatója fedezte fel énekhangját, és tanácsára énekelni tanult. 1931-ben ismét több alkalommal játszott magyarországi színpadokon, majd külföldre ment. 1933 áprilisában jazz együttest szervezett, akikkel határon túli fellépéseket is vállalt. 1934-től gyakran szerepelt magánszámaival a Terézkörúti Színpadon. 1938 decemberében nem került be a Színészkamarába. A zsidótörvények következtében csak az OMIKE Művészakció keretében léphetett színpadra, viszont ennek állandó szereplőjévé vált. Eleinte dizőz szerepekben és vidám műsorokban lépett színpadra, majd 1941–42-ben több alkalommal énekelte Puccini Bohéméletének Musettáját is. 1945–51-ben a Kamara Varieté, majd a Kisvarieté tagja volt. 1951–52-ben a Népvarietében, 1952-ben a Vidám Színpad Opera Pamflet című előadásában, 1954 és 1960 között a Budapest Varieté színpadán játszott. Utolsó éveit visszavonultan töltötte.

### Magánélete
Első hitvestársa Pál Róbert főhadnagy volt, a Rókus Gyógyszertár tulajdonosa. Második házastársa Gottlieb Áron és Hirtenstein Chaje fia, Gottlieb Sámuel volt, akivel 1936. október 14-én Budapesten, az Erzsébetvárosban kötött házasságot. Első házasságából született fia, Pál György magántisztviselő a holokauszt áldozata lett.